# Municipio de Hofors
Hofors (en sueco: Hofors kommun) es un municipio de la provincia de Gävleborg, Suecia, en la provincia histórica de Gästrikland. Su sede se encuentra en la localidad de Hofors. El municipio actual se creó en 1971 cuando la ciudad de Hofors se fusionó con Torsåker.

## Localidades
Hay tres áreas urbanas (tätort) en el municipio:
| # | Tätort      | Población |
| - | ----------- | --------- |
| 1 | Hofors      | 6230      |
| 2 | Robertsholm | 405       |
| 3 | Torsåker    | 846       |

## Demografía

### Desarrollo poblacional
| Gráfica de evolución demográfica de Hofors entre 1970 y 2015 |
|                                                              |
| Fuente: SCB                                                  |

## Ciudades hermanas
Hofors esta hermanado o tiene tratado de cooperación con:
- Fladså, Dinamarca
- Kontiolahti, Finlandia